# Quatá (kommun)
Quatá är en kommun i Brasilien.   Den ligger i delstaten São Paulo, i den södra delen av landet, 800 km söder om huvudstaden Brasília. Antalet invånare är 12 828.
Följande samhällen finns i Quatá:
- Quatá

Omgivningarna runt Quatá är huvudsakligen savann. Runt Quatá är det glesbefolkat, med 13 invånare per kvadratkilometer.